# 池上台
池上台（いけがみだい）は、愛知県名古屋市緑区の町名。現行行政地名は池上台一丁目から池上台三丁目。住居表示未実施。

## 地理
名古屋市緑区の北西部に位置し、東に万場山、西に鳴海町、南に旭出、南西に鹿山、北に鳴子町と接する。

## 歴史

### 町名の由来
鳴海町の小字名「池上」による。「池」とは1634年（寛永11年）に造られた新海池（にいのみいけ）のことを指し、新海池北東部の小高い所にあることに由来する。古くは「いけのかみ」と呼ばれていたという。

### 沿革
- 1976年（昭和51年）1月11日 - 鳴海北部土地区画整理組合の換地処分に伴い、鳴海町、鳴子町の各一部より成立[7][6]。

## 世帯数と人口
2019年（平成31年）3月1日現在の世帯数と人口は以下の通りである。
| 丁目         | 世帯数    | 人口    |
| ------------ | --------- | ------- |
| 池上台一丁目 | 511世帯   | 1,367人 |
| 池上台二丁目 | 455世帯   | 1,065人 |
| 池上台三丁目 | 461世帯   | 986人   |
| 計           | 1,427世帯 | 3,418人 |

### 人口の変遷
国勢調査による人口の推移
| 1995年（平成7年）  | 3,857人 | [ 8 ]  |  |
| 2000年（平成12年） | 3,834人 | [ 9 ]  |  |
| 2005年（平成17年） | 3,694人 | [ 10 ] |  |
| 2010年（平成22年） | 3,045人 | [ 11 ] |  |
| 2015年（平成27年） | 3,296人 | [ 12 ] |  |

## 学区
市立小・中学校に通う場合、学校等は以下の通りとなる。また、公立高等学校に通う場合の学区は以下の通りとなる。
| 丁目         | 番・番地等 | 小学校                 | 中学校                 | 高等学校 |
| ------------ | ---------- | ---------------------- | ---------------------- | -------- |
| 池上台一丁目 | 全域       | 名古屋市立長根台小学校 | 名古屋市立鳴子台中学校 | 尾張学区 |
| 池上台二丁目 | 全域       | 名古屋市立鳴子小学校   | 名古屋市立鳴子台中学校 | 尾張学区 |
| 池上台三丁目 | 全域       | 名古屋市立旭出小学校   | 名古屋市立滝ノ水中学校 | 尾張学区 |

## 施設
- 名古屋池上台郵便局
- 池上台幼稚園

## その他

### 日本郵便
- 郵便番号 : 458-0044[3]（集配局：緑郵便局[15]）。